# Francis baron d'Allarde
Marie-François-Denis-Thérèse Le Roy d'Allarde, dit Francis baron d'Allarde (Besançon, 12 mars 1778 - Paris, 26 septembre 1841) est un chansonnier et auteur dramatique français.

## Biographie
Fils de Pierre d'Allarde, il devient journaliste aux États-Unis (1794-1796) où il tient des rubriques de mœurs dans un journal du Massachusetts. Il obtient un doctorat à l'Université de Cambridge (États-Unis) et revient en France en 1797 avec la légation française. Il commence alors une carrière au théâtre en faisant jouer au Théâtre des Troubadours Arlequin aux Petites Maisons.
Ses pièces de théâtre, dont certaines ont obtenu un fort succès, signées sous de nombreux pseudonymes (Francis, M. Sapajou, baron d'Allarde...) ont été représentées sur les plus grandes scènes parisiennes du XIXe siècle : Théâtre des Variétés, Théâtre de la Porte-Saint-Martin, Théâtre du Vaudeville etc.
Mort en 1841, il est inhumé au cimetière du Père-Lachaise (2e division).

## Œuvres
- Arlequin aux Petites Maisons, folie en un acte et en prose, 1798
- Les Dieux à Tivoli, ou l'Ascension de l'Olympe, folie non fastueuse, arlequinade, impromptu en 1 acte et en vaudevilles, avec Charles-Guillaume Étienne, Morel et Joseph Servières, 1799
- La Martingale, ou le Secret de gagner au jeu, arlequinade-vaudeville en 1 acte et en prose, avec Joseph Servières et Louis Marie Joseph Belurgey, 1800
- Lui-même, opéra-comique en 1 acte, 1802
- Caponnet, ou l'Auberge supposée, vaudeville en 1 acte, avec René de Chazet, 1804
- C'est ma femme, vaudeville en 1 acte, avec Marc-Antoine-Madeleine Désaugiers, 1804
- Deux pour un, comédie en 1 acte, avec de Chazet, 1804
- L'École des Gourmands, vaudeville en 1 acte, avec de Chazet et A.-M. Lafortelle, 1804
- L'Hôtel de Lorraine, ou la Mine est trompeuse, proverbe en 1 acte, mêlé de vaudevilles, avec de Chazet et Lafortelle, 1804
- M. Pistache, ou le Jour de l'an, folie en 1 acte, mêlée de vaudevilles, avec Désaugiers, 1804
- Mylord Go, ou le 18 brumaire, tableau impromptu en 1 acte, mêlé de vaudevilles, avec Désaugiers, 1804
- Oh ! que c'est sciant, ou Oxessian, avec Désaugiers, 1804
- L'Un après l'autre, ou les Deux trappes, comédie en 1 acte, mêlée de vaudevilles, avec Désaugiers, 1804
- Arlequin Musard, ou J'ai le temps, vaudeville-parade en 1 acte et en prose, avec Désaugiers, 1805
- Arlequin tyran domestique, enfantillage en 1 acte, mêlé de vaudevilles, avec Désaugiers et Tournay, 1805
- Les Chevilles de Maître Adam, menuisier de Nevers, ou les Poètes artisans, comédie en 1 acte, avec Commagny, 1805
- Les Femmes colères, divertissement en 1 acte, en prose, mêlé de vaudevilles, avec Emmanuel Dupaty et Commagny, 1805
- Boileau à Auteuil, comédie en 1 acte et en prose, mêlée de vaudevilles, avec Commagny, 1806
- Faut-il se marier ?, comédie en 2 actes, mêlée de vaudevilles, avec Lafortelle, 1806
- Gallet, ou le Chansonnier droguiste, comédie en 1 acte, en prose, 1806
- Le Vieux Chasseur, comédie en 3 actes, avec Désaugiers, 1806
- Ma tante Urlurette, ou le Chant du coq, folie-vaudeville en 1 acte, avec Désaugiers, 1806
- Une matinée du Pont-Neuf, divertissement-parade en 1 acte, mêlé de vaudevilles, avec Désaugiers, Michel Dieulafoy et Emmanuel Dupaty, 1806
- Mars en Carême, ou l'Olympe au Rocher de Cancale, folie-vaudeville en 1 acte et en prose, avec Désaugiers, 1806
- Monsieur Giraffe, ou La Mort de l’ours blanc, vaudeville en 1 acte, avec Auguste-Mario Coster, René de Chazet, Marc-Antoine-Madeleine Désaugiers, Georges Duval, Jean-Toussaint Merle, Charles-François-Jean-Baptiste Moreau de Commagny, André-Antoine Ravrio et Joseph Servières, théâtre des Variétés, 1806
- Les Bateliers du Niémen, vaudeville en 1 acte, en prose, à l'occasion de la paix, suivi d'un divertissement, avec Désaugiers et Charles-François-Jean-Baptiste Moreau de Commagny, 1807
- Une journée chez Bancelin, comédie en 1 acte, en prose, mêlée de vaudevilles, avec Commagny, 1807
- Le Loup-garou, comédie en 1 acte et en prose, mêlée de couplets, avec Maurice Ourry, 1807
- Le Panorama de Momus, prologue d'inauguration, en prose et en vaudevilles, pour la nouvelle salle du Théâtre des Variétés, avec Désaugiers et Commagny, 1807
- Taconnet chez Ramponneau, ou le Réveillon de la Courtille, comédie folie en 1 acte, en prose mêlée de couplets, avec Désaugiers et Commagny, 1807
- Comme ça vient et comme ça passe, comédie en 1 acte, mêlée de vaudevilles, 1808
- Haine aux hommes, comédie en 1 acte, 1808
- Mincétoff, parodie de Menzikoff, avec Désaugiers, 1808
- Jocrisse aux enfers, ou l'Insurrection diabolique, vaudeville infernal en 1 acte et en prose, avec Désaugiers, 1809
- Le Gâteau des rois, comédie grivoise et poissarde en 1 acte, 1809
- Monsieur Brouillon, ou l'Ami de tout le monde, comédie en 1 acte, en prose, 1813
- Les Étourdis en voyage, ou Chacun son tour, comédie en 1 acte, 1814
- L'Homme entre deux âges, comédie en 1 acte, avec Sewrin, 1814
- Monsieur Crouton, ou l'Aspirant au Salon, pièce grivoise en 1 acte, mêlée de couplets, avec Lafortelle, 1814
- La Féerie des arts, ou le Sultan de Cachemire, folie-féerie vaudeville en 1 acte, avec Armand d'Artois et de Lurieu, 1819
- Les Visites à Momus, folie-vaudeville en 1 acte, avec Armand d'Artois et de Lurieu, 1820
- Les Étrennes du vaudeville, ou la Pièce impromptu, folie-parade en 1 acte, mêlée de couplets, avec Désaugiers et Michel-Joseph Gentil de Chavagnac, 1821
- Les Joueurs, ou la Hausse et la baisse, comédie en 1 acte, mêlée de couplets, avec Lafortelle, 1821
- La Marchande de goujons, ou les Trois Bossus, vaudeville grivois en 1 acte, avec Armand d'Artois, 1821
- Le Ministériel, satire, 1821
- La Nina de la rue Vivienne, avec Armand d'Artois et de Lurieu, 1821
- Monsieur Lerond, comédie-vaudeville en 1 acte, avec de Lurieu, 1821
- Les Moissonneurs de la Beauce, ou le Soldat laboureur, comédie villageoise en 1 acte, mêlée de couplets, avec Brazier et Dumersan, 1821
- Les Cris de Paris, tableau poissard en 1 acte, mêlé de couplets, avec Armand d'Artois et Antoine Jean-Baptiste Simonnin, 1822
- La Fille mal gardée, ou La coupe des foins, comédie-vaudeville en 1 acte, avec Brazier et Théophile Marion Dumersan, 1822
- Oreste et Pilade, parodie renouvelée de Favart, à propos de Clytemnestre, avec Armand d'Artois, 1822
- Les Petits acteurs, ou les Merveilles à la mode, comédie-vaudeville en 1 acte, avec Dumersan et Brazier, 1822
- Les Amours de village, vaudeville en 1 acte, avec Achille d'Artois, 1823
- L'Enfant de Paris, ou le Débit de consolations, avec Armand d'Artois et de Lurieu, 1823
- Polichinelle aux eaux d'Enghien, tableau-vaudeville en 1 acte, avec Armand d'Artois et Saintine, 1823
- Le Polichinelle sans le savoir, comédie-parade mêlée de couplets, avec Armand d'Artois et Jouslin de La Salle, 1823
- Le Fabricant, ou la Filature, comédie-vaudeville en 1 acte, avec Brazier, 1823
- Guillaume, Gautier et Garguille, ou le Cœur et la pensée, avec Armand d'Artois et de Lurieu, 1823
- Partie et revanche, comédie-vaudeville en 1 acte, avec Brazier et Eugène Scribe, 1823
- La Petite Babet, ou les Deux gouvernantes, comédie-vaudeville en 1 acte, avec Armand d'Artois, 1823
- La Route de Poissy, vaudeville en 1 acte, avec Armand d'Artois, 1823
- Chansons, 1824
- Les deux boxeurs ou les Anglais de Falaise et de Nanterre, folie parade en un acte mêlée de couplets, avec Désaugiers et Simonnin, 1824
- La Famille du porteur d'eau, comédie-vaudeville en 1 acte, avec Armand d'Artois, 1824
- Les Personnalités, ou le Bureau des cannes, vaudeville épisodique en 1 acte, avec de Lurieu et Armand d'Artois, 1824
- L'École des ganaches, avec Armand d'Artois et de Lurieu, 1824
- Monsieur Antoine, ou le N̊ 2782, vaudeville en 1 acte, avec Saintine, 1824
- Thibaut et Justine, ou le Contrat sur le grand chemin, comédie-anecdotique en 1 acte, mêlée de couplets, avec Armand d'Artois et de Lurieu, 1824
- Les Ouvriers, ou Les bons enfans, comédie grivoise en 1 acte, mêlée de couplets, avec Dumersan et Brazier, 1824
- Le Magasin de masques, folie de carnaval en 1 acte, avec Brazier et Jouslin de La Salle, 1824
- L'imprimeur sans caractère, ou Le classique et le romantique, avec Armand d'Artois et de Lurieu, 1824
- Les Quinze, ou les Déménagements, comédie-vaudeville en 1 acte, avec Frédéric de Courcy et Ferdinand Langlé, 1824
- Les Deux Jockos, singerie en 1 acte, mêlée de couplets, avec Armand d'Artois et Gabriel de Lurieu, 1825
- Le Champenois, ou les Mystifications, comédie-vaudeville en 1 acte, avec Achille et Armand d'Artois, 1825
- Les Acteurs à l'auberge, comédie en 1 acte, mêlée de couplets, avec Armand-François Jouslin de La Salle, 1825
- Le Commissaire du bal, ou l'Ancienne et la nouvelle mode, comédie-anecdote mêlée de vaudevilles, en 1 acte, avec Armand d'Artois, 1825
- La Grand'Maman, ou le Lendemain de noces, comédie-vaudeville en 1 acte, avec Achille et Armand d'Artois, 1825
- Les Lorrains, avec Armand d'Artois et de Lurieu, 1825
- La Vogue, vaudeville à grand spectacle, avec Alhoy et Jouslin de La Salle, 1825
- Les Inconvéniens de la diligence, ou Monsieur Bonnaventure, 6 tableaux-vaudeville dans le même cadre, avec Armand d'Artois et Théaulon, 1826
- Le Candidat, ou l'Athénée de Beaune, comédie-vaudeville en 5 actes, avec Emmanuel Théaulon, 1826
- Le Capitaliste malgré lui, comédie-vaudeville en 1 acte, avec Armand d'Artois et X.-B. Saintine, 1826
- Le Centenaire, ou la Famille des Gaillards, comédie-vaudeville en 1 acte, avec Armand d'Artois, 1826
- Les Jolis Soldats, tableau militaire, civil et vaudeville, imité de Charlet, avec Armand d'Artois, 1826
- Le Médecin des théâtres, ou les Ordonnances, tableau épisodique en 1 acte, avec Armand d'Artois et Théaulon, 1826
- M. François, ou Chacun sa manie, comédie en 1 acte, mêlée de couplets, avec Armand d'Artois, 1826
- La Salle des pas perdus, tableau en 1 acte et en vaudeville, avec Langlé et de Courcy, 1826
- Les Trous à la lune, ou Apollon en faillite, à-propos-folie en un acte, avec Théaulon et Armand d'Artois, 1826
- Le Protecteur, comédie-vaudeville en 1 acte, avec Armand d'Artois et Théaulon, 1826
- Clara Wendel, ou la Demoiselle brigand, comédie-vaudeville en 2 actes, avec Théaulon, 1827
- Les Deux Matelots, ou le Père malgré lui, comédie-vaudeville en 1 acte, avec Armand d'Artois, 1827
- Les Forgerons, comédie-vaudeville en 2 actes, avec Armand et Achille d'Artois, 1827
- La Halle au blé, ou l'Amour et la morale, avec Armand d'Artois et Charles Nombret Saint-Laurent, 1827
- L'Homme de Paille, comédie en 1 acte, mêlée de vaudeville, avec Achille et Armand d'Artois, 1827
- Les Trois faubourgs, ou le Samedi, le dimanche et le lundi, comédie-vaudeville en 3 actes, avec Armand d'Artois, 1827
- Les Employés, comédie-vaudeville en 1 acte, avec Maurice Alhoy, 1828
- Jean Pacot, ou Cinq Ans d'un conscrit, vaudeville en 5 actes, avec Armand d'Artois, 1828
- La Veille et le lendemain, ou Il faut bien aimer son mari, comédie-vaudeville en 2 actes, avec Armand et Achille d'Artois, 1828
- Une nuit au Palais-Royal, ou la garde nationale en 1830, tableau vaudeville en un acte, avec Anicet Bourgeois, 1830
- Robespierre ou le 9 thermidor, drame en trois actes et neuf tableaux, avec Bourgeois, 1830
- Le Boa, ou le Bossu à la mode, comédie-vaudeville en 1 acte, avec Achille d'Artois et Francis Cornu, 1831
- Tom-Rick, ou le Babouin, pièce en 3 actes imitée de l'anglais, avec Armand d'Artois et Cornu, 1832
- Les Enragés, tableau villageois en 1 acte, avec Nicolas Brazier et Armand d'Artois, 1835
- Les Épouseux d'campagne, vaudeville en 1 acte, 1857